# Croton perviscosus
Croton perviscosus là một loài thực vật có hoa trong họ Đại kích. Loài này được Croizat mô tả khoa học đầu tiên năm 1944.